# Sphodros niger
Sphodros niger (Hentz, 1842)  è un ragno appartenente alla famiglia Atypidae.

## Etimologia
Il nome deriva dal greco σφοδρός, sphodròs, cioè forte, eccedente, poderoso, ad indicare l'abnorme grandezza dei cheliceri in proporzione alla lunghezza del corpo.
Il nome proprio deriva dall'aggettivo latino niger, che significa nero, ad indicare il colore molto scuro e tendente al nero di questa specie.

## Caratteristiche
Questa specie può essere facilmente distinta dalle altre del genere per la colorazione pressoché nera dei maschi e per le dimensioni piccole ma compatte; i pedipalpi nei maschi hanno il conduttore che ruota al suo apice e termina con un processo spinale molto acuto. Lo sterno delle femmine è ampio con dei sigilla di forma ben definita, il primo paio dei quali è sul margine anteriore. infine l'epigino ha i tubicini della spermateca con meno spirali in confronto alle altre specie di questo genere.

### Maschi
I maschi di questa specie hanno una lunghezza del corpo, compresi i cheliceri, di 10,5 millimetri; il cefalotorace, di forma ovale, 3,9 x 4,05 millimetri, è di colore bruno rossiccio scuro molto marcato, tendente al nero; è leggermente ruvido e tutto macchiettato, glabro, tranne che per pochi peli sul tubercolo oculare. La pars cephalica è fortemente innalzata in avanti; la pars thoracica è alquanto bassa, moderatamente arrotondata sui lati e troncata sul retro. Lo sterno è di dimensioni 4,65 x 5,3 millimetri, il labium, invece, è 0,5 x 0,9. I cheliceri sono lunghi il doppio che larghi, apicalmente stretti e hanno undici denti disuguali sul margine anteriore. L'opistosoma è di forma ovale, 4,5 x 3 millimetri, è ricoperto uniformemente con peli neri subprocumbenti, eccetto lo scutum che è liscio. Le filiere sono sei, all'incirca proporzionate a quelle di S. rufipes.

### Femmine
Le femmine, invece, hanno una lunghezza del corpo, compresi i cheliceri, di 22 millimetri; il cefalotorace, di forma sferica, 6,5 x 6,5 millimetri, è di colore bruno rossiccio con linee nere sulla testa; la pars cephalica è più larga che lunga, meno innalzata che nel maschio; la pars thoracica è priva di margini posteriormente ed ha pleuriti strette. Lo sterno è di dimensioni 4,2 x 5,2 millimetri, coperto di peli neri suberetti e il labium, invece, è 1 x 1,7. I cheliceri sono lunghi il doppio che larghi e hanno dieci denti uguali sul margine anteriore. L'opistosoma è di forma ovale, 10 x 7 millimetri, è ricoperto di finissimi peli. Le filiere sono sei: le due anteriori laterali sono lunghe 1,35 millimetri, le due mediane posteriori 1,30 e le due posteriori laterali, trisegmentate, sono lunghe in totale 3,7 millimetri. L'epigino ha i tubicini della spermateca appaiati su ogni lato con spirali sottili.

## Comportamento
Come tutti i ragni del genere Sphodros, anche questa specie vive in un tubo setoso parallelo al terreno, per una ventina di centimetri circa seppellito e per altri 8 centimetri fuoriuscente. Il ragno resta in agguato sul fondo del tubo: quando una preda passa sulla parte esterna, le vibrazioni della tela setosa allertano il ragno che scatta e la trafigge, per poi rompere la sua stessa tela, portarsi la preda nella parte interna e cibarsene..

## Habitat
Predilige boschi umidi e foreste temperate.

## Distribuzione
L'areale di questa specie è limitato ad alcuni stati centrorientali degli Stati Uniti e all'Ontario:
- Canada 
  - Ontario: (Ancaster, Belleville, Burlington, Chatterton, Grimsby, Rondeau Provincial Park, Windsor)
- Stati Uniti 
  - Carolina del Nord: Contea di Macon e Contea di Stokes
  - Connecticut: Contea di Middlesex, Contea di New Haven e Contea di New London
  - Illinois: Contea di Bureau, Contea di Champaign, Contea di Cook, Contea di Jackson e Contea di Rock Island
  - Indiana: Contea di Parke e Contea di Porter
  - Kansas: Contea di Douglas
  - Michigan: Contea di Clinton e Contea di Ingham
  - Missouri: Contea di Johnson
  - New Jersey: Contea di Bergen
  - New York: Contea di Orange, Contea di Suffolk
  - Ohio: Contea di Adams, Contea di Erie, Contea di Franklin e Contea di Hocking
  - Pennsylvania: Contea di Berks e Contea di Huntingdon
  - Tennessee: Contea di Fentress
  - Virginia: Contea di Rockbridge
  - Wisconsin: Contea di Dane e Contea di Grant[1].